# Colloquium charitativum

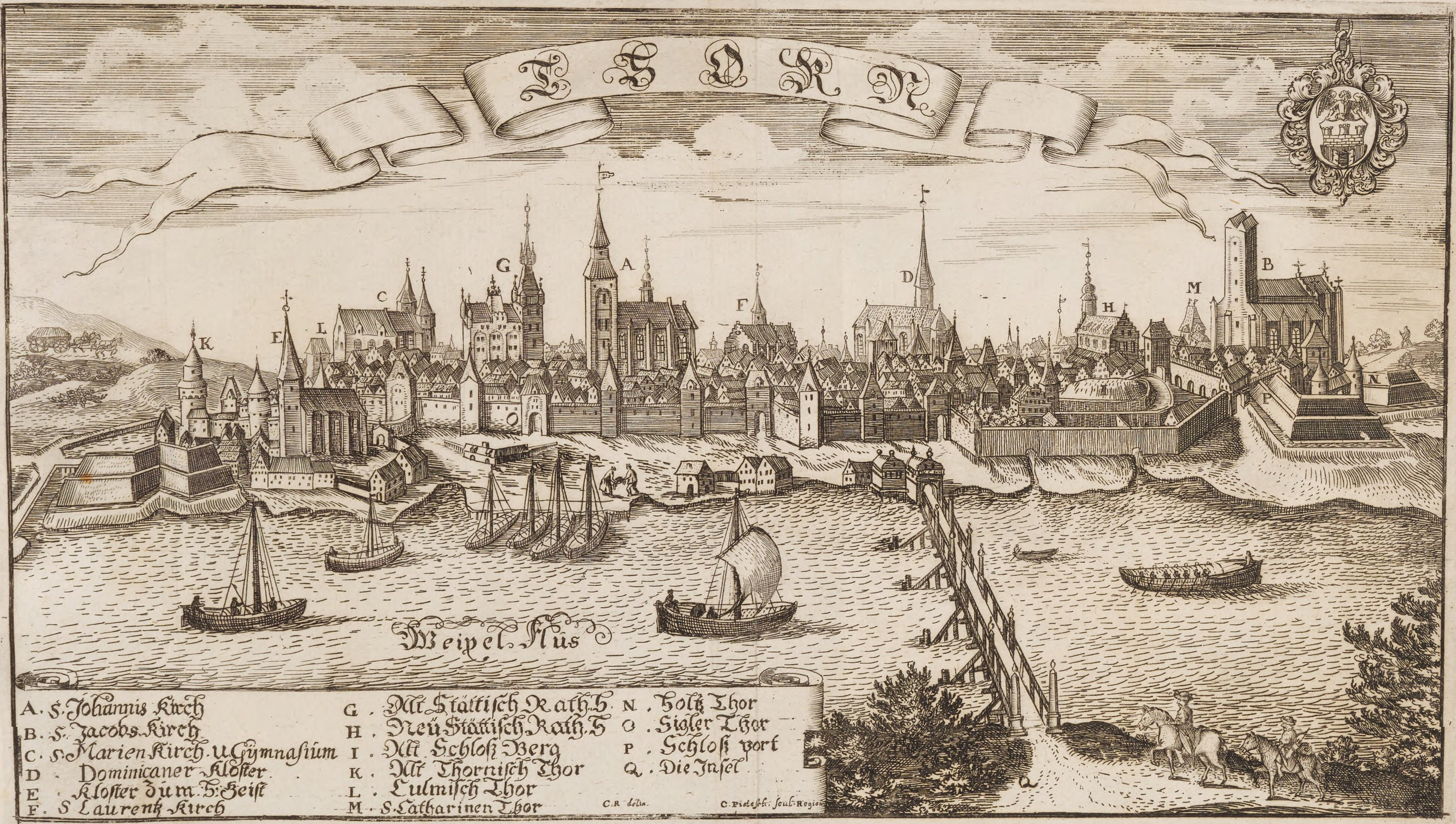
Toruň v 17. století

Colloquium charitativum Thoruniense (toruňské interkonfesní rozhovory) je označení pro jednání zástupců luteránů, katolíků a kalvinistů (včetně příslušníků Jednoty bratrské, jež se téhož roku spojila s polskými kalvinisty) v Toruni v roce 1645.
Jednání svolal král Vladislav IV. Vasa. Jeho cílem bylo snížení napětí v konfesně rozdělené Polsko-litevské unii a obnovení církevní jednoty. Rozhovory se odehrály na 36 zasedáních od 28. srpna do 21. listopadu 1645.
Rozhovorů se účastnilo 26 katolických, 28 luterských a 24 reformovaných teologů, mezi nimi i Jan Amos Komenský. Komenský byl zapojen i do příprav setkání a napsal několik programových spisů pro nadcházející setkání (De dissidentium in rebus fidei Christianorum reconciliatione hypomnemata quadam amici ad amicum, 1643; Judicium de judicio Vareriani Magni (...) sive absurditatum echo, 1644; Judicium (...) de fidei catholicae regula, 1645).
Rozhovory nevedly k žádnému výsledku; nicméně samotný fakt přátelského rozhovoru mezi konfesemi byl v tehdejší Evropě, zmítané třicetiletou válkou, něčím naprosto obdivuhodným.